# Nguy cơ nghề nghiệp
Mối nguy nghề nghiệp hay nguy cơ nghề nghiệp, hoặc nguyên nhân gây mất an toàn vệ sinh lao động là mối nguy hiểm đã từng trải nghiệm tại nơi làm việc. Các mối nguy hiểm nghề nghiệp có thể bao gồm nhiều loại mối nguy, đó làː mối nguy cơ học, mối nguy vật lý, mối nguy hóa học, mối nguy sinh học (nguy cơ sinh học),  mối nguy về tâm lý xã hội và mối nguy công thái học (Ergonomic). Một mối nguy (nguy cơ) là bất kỳ tác nhân nào có thể gây tổn hại sức khỏe và tính mạng cho con người, hay gây thiệt hại về tài sản hoặc môi trường. Nguy cơ nghề nghiệp là những yếu tố có hại, độc hại, hay nguy hiểm tiềm ẩn hay hiện hữu tại nơi làm việc gây suy giảm hay tổn hại đến sức khỏe con người, thậm chí tổn hại đến tính mạng con người tại nơi làm việc của họ, ngoài ra chúng còn có thể gây tổn hạn đến tài sản và môi trường.
Các nguy cơ nghề nghiệp có độ rủi ro cao gây ra các tác hại nghề nghiệp. Các tác hại nghề nghiệp có thể ở hai dạng cấp tính (short-term) hoặc mãn tính (long-term). Các tác hại nghề nghiệp cấp tính cho sức khỏe và tính mạng con người có thể làː tai nạn lao động, và ngộ độc (nhiễm độc cấp tính). Các tác hại nghề nghiệp mãn tính cho sức khỏe và tính mạng con người có thể làː nhiễm độc mãn tính, hay bệnh lý mãn tính gọi là bệnh nghề nghiệp.